# Florindo Cervini
(Piemme - Cine-Sport)
Florindo Cervini (fl. XX secolo) è stato un calciatore italiano, di ruolo portiere.

## Carriera
Viene inserito nella prima squadra del Football Club Liberty di Bari nel 1921, nel campionato di Prima Divisione organizzato dalla C.C.I., in cui totalizza 5 presenze. È il portiere titolare della formazione bianco-blu fino al 1925 (anno in cui è soppiantato dal torrese Ciro Visciano, proveniente dal Savoia).
Nel 1927 passa alla squadra barese del San Pasquale, con cui nel 1928 si laurea campione pugliese di Terza Divisione (e partecipa, nella stagione seguente, al Campionato Meridionale di Prima Divisione). Nel 1929 viene ingaggiato dall'Acquavivese (storica compagine del comune di Acquaviva delle Fonti), militante quell'anno in Prima Divisione.

## Statistiche

### Presenze e reti nei club[3]
| Stagione        | Club              | Campionato      | Campionato | Campionato |
| Stagione        | Club              | Comp            | Pres       | Reti       |
| --------------- | ----------------- | --------------- | ---------- | ---------- |
| 1921-1922       | Liberty           | 1D              | 5          | -?         |
| 1922-1923       | Liberty           | 1D              | 6          | -?         |
| 1923-1924       | Liberty           | 1D              | 10         | -16        |
| 1924-1925       | Liberty           | 1D              | 16         | -21        |
| 1925-1926       | Liberty           | 1D              | 0          | -          |
| 1926-1927       | Liberty           | 1D              | 0          | -          |
| 1927-1928       | San Pasquale Bari | 3D              | ?          | -?         |
| 1928-1929       | San Pasquale Bari | 1D              | ?          | -?         |
| 1929-1930       | Acquavivese       | 1D              | ?          | -?         |
| Totale carriera | Totale carriera   | Totale carriera | 37+        | -37-       |